# Percy contra Goliat
Percy contra Goliat (títol original, Percy) és una pel·lícula dramàtica biogràfica del 2020 produïda entre el Canadà, els Estats Units i l'Índia. Està dirigida per Clark Johnson a partir d'un guió de Garfield Lindsay Miller i Hilary Pryor. És protagonitzada per Christopher Walken, Christina Ricci, Zach Braff, Luke Kirby, Adam Beach, Martin Donovan, Roberta Maxwell i Peter Stebbings. La pel·lícula segueix l'agricultor de 70 anys de la petita ciutat de Saskatchewan, Percy Schmeiser, que s'enfronta a una corporació gegant després que els seus transgènics interfereixin amb els seus cultius. S'ha doblat i subtitulat al català central. També s'ha doblat al valencià per a À Punt.
La pel·lícula es va exhibir al Festival de Cinema de la Ciutat del Quebec de 2020 i es va estrenar als cinemes canadencs el 9 d'octubre de 2020.

## Repartiment
- Christopher Walken com a Percy Schmeiser
- Christina Ricci com a Rebecca Salcau
- Zach Braff com a Jackson Weaver
- Luke Kirby com a Peter Schmeiser
- Adam Beach com a Alton Kelly
- Martin Donovan com a Rick Aarons
- Roberta Maxwell com a Louise Schmeiser